# FK Fyllingsdalen
FK Fyllingsdalen is een Noorse voetbalclub uit Fyllingsdalen, een stadsdeel van Bergen. Het is sinds 2011 de nieuwe naam tussen de gefuseerde clubs Løv-Ham Fotball en Fyllingen Fotball. De club werd opgericht in 2011 en speelt in de 2. Divisjon, de derde klasse in het Noorse voetbal.

## Geschiedenis
Oorspronkelijk waren er twee clubs in Fyllingsdalen, Løvåsen en Hamrelien. Løvåsen en Hamrelien fuseerden in 1975 en vormden zo Løv-Ham. In 1999 werd de sportclub opgedeeld in een afdeling voetbal en handbal (Løv-Ham Håndball). In 2004 promoveerde de club vanuit de 2. Divisjon naar de 1. Divisjon (tweede klasse). In 2011 deelde Løv-Ham mee om promotie naar de Tippeligaen, echter in de eerste ronde werden ze al uitgeschakeld. Nadat de club in financiële problemen terecht was gekomen, moest men fuseren met Fyllingen.

## Fusie
Løv-Ham had een schuld van ongeveer 3 tot 4 miljoen euro. De enige en ook beste optie was een fusie met Fyllingen, een andere club uit de stad. Aanvankelijk koos men voor de naam Varden FK, maar de grote meerderheid van de mensen koos toch voor FK Fyllingsdalen.

## Eindklasseringen
| Seizoen | №  | Clubs | Divisie                  | Duels | Winst | Gelijk | Verlies | Doelsaldo | Punten | Tsch |
| ------- | -- | ----- | ------------------------ | ----- | ----- | ------ | ------- | --------- | ------ | ---- |
| 2012    | 3  | 14    | 2. divisjon (avdeling 2) | 26    | 14    | 5      | 7       | 51–37     | 47     | ??   |
| 2013    | 4  | 14    | 2. divisjon (avdeling 3) | 26    | 11    | 5      | 10      | 42–44     | 38     | ??   |
| 2014    | 11 | 14    | 2. divisjon (avdeling 3) | 26    | 9     | 5      | 12      | 47–50     | 32     | ??   |
| 2015    | 11 | 14    | 2. divisjon (avdeling 3) | 26    | 8     | 5      | 13      | 44–50     | 29     | ??   |
| 2016    | 8  | 14    | 2. divisjon (avdeling 3) | 26    | 9     | 8      | 9       | 46–38     | 35     | ??   |

## Bekende (ex-)spelers
- Sven Vandenbroeck